# Artralgi
Artralgi är smärta i lederna, oavsett orsak, men ofta till följd av artropatier. Mild artralgi innebär att känna obehag när leden används. Svår artralgi kan göra det omöjligt att röra kroppsdelen.
Artralgi är ett symtom på flera olika tillstånd. Artrit, eller ledinflammation, kan vara orsaken. Det finns flera olika slags artriter, däribland gikt, reumatoid artrit (ledgångsreumatism), osteoartrit, pseudogikt, psoriasisartrit, reaktiv artrit, Stills sjukdom, och septisk artrit. Andra vanliga orsaker är bursit, tendinopati, och synovit. Fysiska skador kan yttra sig i smärta, och innefattar då dislokation, fraktur, och förslitningsskador. Annan störning från skelettet är bencancer, benskörhet, osteomalaci, med mera. Vidare kan systemiska sjukdomar ge artralgi som symtom, däribland hypotyreos, leukemi, hemokromatos, hepatit C, diabetes, Addisons sjukdom, samt infektionssjukdomar som exempelvis endokardit. Problem med musklerna kan upplevas som ledsmärta, som då kan bero på exempelvis myalgi.
Artralgi kan vara lokal eller systemisk, beroende på orsak.